# Federico Vespa
Federico Vespa (Roma, 25 febbraio 1979) è un giornalista, conduttore radiofonico e scrittore italiano.

## Biografia
È il primo dei due figli del giornalista Bruno Vespa e di Augusta Iannini, ex magistrata. Inizia la sua carriera giornalistica nel marzo 2002, collaborando con il quotidiano sportivo La Gazzetta dello Sport e commenta le partite casalinghe della Roma per l'emittente radiofonica Radio 101 One o One (attuale R101).
Laureatosi in giurisprudenza nel 2005, dopo una breve esperienza nell'emittente romana Radio Spazio Aperto inizia a collaborare con RTL 102.5, occupandosi ancora di sport e passando poi nella redazione giornalistica e alla conduzione radiofonica.
Sempre per RTL ha commentato le gare casalinghe della Roma ed è stato inviato e radiocronista della finale della UEFA Champions League 2008-2009, tenutasi nella capitale. Ha collaborato a lungo con il quotidiano Il Messaggero e realizzato interviste a personaggi noti per il settimanale Gente.
Dal marzo 2007 al giugno 2020, con suo padre, ha condotto Non Stop News Raccontami, approfondimento settimanale in onda su RTL 102.5 il venerdì mattina dalle 8:00 alle 9:00.
Ha poi condotto numerosi programmi tra i quali Non Stop News, Onorevole DJ, Password, Chi c'è c'è, chi non c'è non parla, Nessun dorma. Ha condotto, sempre sull'emittente lombarda, il programma Protagonisti in onda dalle 19 alle 21, con Federica Gentile. È stato inviato, per la medesima emittente radiofonica, in numerosi eventi politici tra cui le elezioni politiche del 2008 e del 2013.
Ha lavorato dal 2008 al 2010 per Sky Sport in qualità di telecronista. Dal 2011 al 2015 ha commentato le gare di Serie A e Champions League per l'emittente televisiva Mediaset.
Dal 2015 al 2017 è stato opinionista per il programma La vita in diretta, tornandovi dal 2022.
Il 29 ottobre 2019, ha pubblicato il suo primo libro “L'anima del maiale. Il male oscuro della mia generazione’’ edito da Piemme, con un ottimo riscontro di vendite.
Nel luglio 2020, dopo 14 anni, ha lasciato RTL 102.5 per approdare qualche mese dopo a Rai Isoradio, dove fino a giugno 2022 ha condotto con Silvia Salemi Il mio campo libero, programma di intrattenimento in onda dal lunedì al venerdì dalle 19 alle 20, vincitore del premio Microfono d’oro 2022.
Nell'estate del 2023 ha condotto il programma quotidiano di Rai Radio 2:"Sere d'estate".
Da settembre 2023 al giugno 2024 ha condotto per Rai Isoradio la trasmissione sportiva:"Iso Sport".
Da gennaio 2024 a marzo dello stesso anno, ha condotto il format giornaliero: "Sogni di gloria" per Rai Radio Due, in onda tutte le sere dal lunedì al venerdì dalle 23 a mezzanotte.